# جورج بینگ، اولین ویسکونت تورینگتون
جورج بینگ، اولین ویسکونت تورینگتون (انگلیسی: George Byng, 1st Viscount Torrington; ۲۷ ژانویهٔ ۱۶۶۳ – ۱۷ ژانویهٔ ۱۷۳۳) سیاستمدار و افسر نیروی دریایی پادشاهی بریتانیا بود که از سال ۱۷۰۵ تا ۱۷۲۱ نماینده پلیموث در مجلس عوام انگلیس و بریتانیا بود. در حالی که هنوز ستوان بود، نامه‌ای از کاپیتان‌های مختلف را به ویلیام اورنج، که تازه در توربی پیاده شده بود، رساند و به شاهزاده از حمایت کاپیتان‌ها اطمینان داد؛ شاهزاده پاسخی به بینگ داد که در نهایت منجر به تغییر وفاداری نیروی دریایی سلطنتی به شاهزاده و انقلاب باشکوه نوامبر ۱۶۸۸ شد.
به عنوان کاپیتان، بینگ در نبرد خلیج ویگو، زمانی که ناوگان فرانسه در طول جنگ جانشینی اسپانیا شکست خورد، حضور داشت. او به عنوان افسر پرچم، در حالی که تحت فرماندهی ادمیرال سر جورج روک در تصرف جبل الطارق خدمت می‌کرد، اسکادران بمباران را رهبری کرد و سپس در مرحله بعدی همان جنگ در نبرد مالاگا شرکت کرد.
بینگ به مدیترانه فرستاده شد تا هرگونه تلاش اسپانیایی‌ها برای تصرف سیسیل را خنثی کند.  او در ناپل با ناوگان اسپانیا روبرو شد و پس از تعقیب آن در تنگه مسینا، سریع‌ترین کشتی‌های خود را به جلو فرستاد و باعث شد ناوگان اسپانیا به دو نیم تقسیم شود. در رویداد متعاقب آن، که به عنوان نبرد دماغه پاسارو شناخته می‌شود، ناوگان اسپانیا در مرحله‌ای اولیه و بحرانی از جنگ اتحاد چهارگانه، ضربه مهلکی متحمل شد. او در دوران سلطنت شاه جورج دوم، در چندین سمت عالی رتبه در نیروی دریایی خدمت کرد.